# Fairchild (vliegtuigfabrikant)

Logo van Fairchild

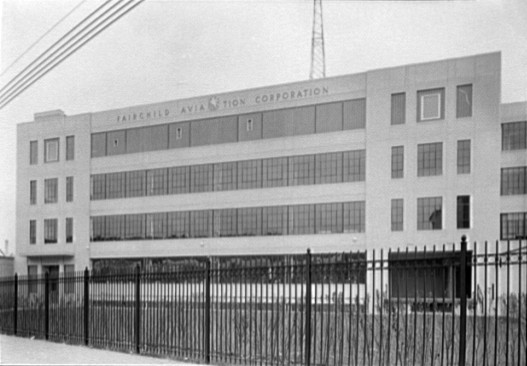
Fairchild Aviation in 1941

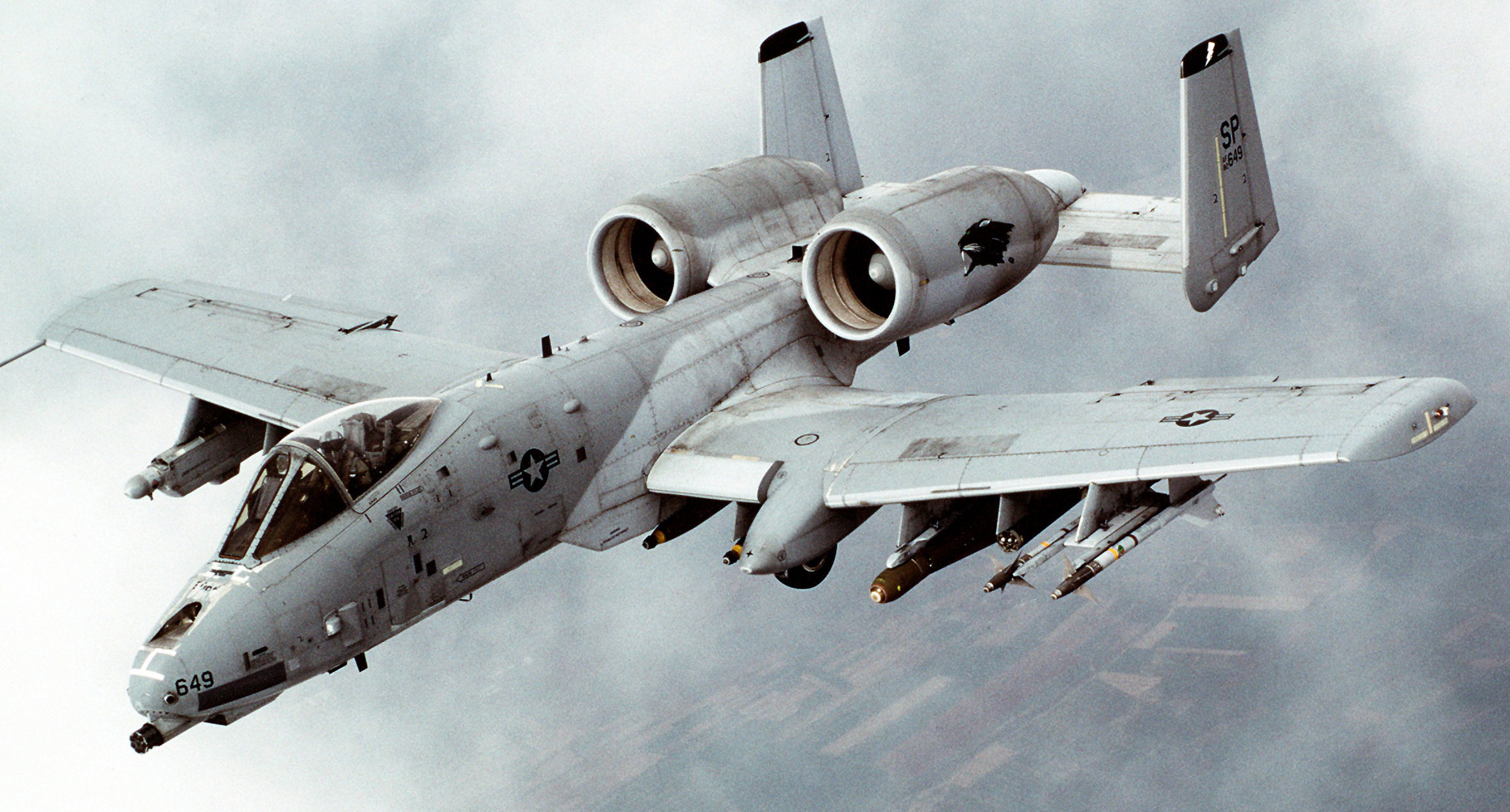
A-10 Thunderbolt II

Fairchild was een Amerikaanse vliegtuigbouwer, die vooral bekend is geworden van het produceren van de A-10 Thunderbolt II ("Warthog"). Het bedrijf bouwde ook de Fokker F27 Friendship in licentie en ontwikkelde hiervan een verlengde versie, de Fairchild F-227 en een vrachtversie.

## Geschiedenis
Fairchild werd in 1924 door Sherman Fairchild als Fairchild Aviation Corporation opgericht in Farmingdale op Long Island. Daar werd als eerste vrouwelijke testpiloot Elinor Smith ingehuurd. In 1931 verhuisde het bedrijf naar Hagerstown.
In 1954 werd American Helicopter Company overgenomen. In 1964 werd de helikopterfabrikant Hiller Aircraft overgenomen, waarna de bedrijfsnaam werd gewijzigd in Fairchild Hiller. In 1965 werd Republic Aviation overgenomen. In 1973 werd de helikopterdivisie teruggekocht door Stanley Hiller.
In 1956 verkreeg Fairchild van Fokker een licentie om de Fokker F27 te bouwen. De Fairchild F-27 maakte op 12 april 1958 zijn eerste vlucht. In totaal werden 206 stuks gebouwd, inclusief de door Fairchild zelf ontwikkelde verlengde versie, de Fairchild F-227.
Na de dood van Sherman Fairchild in 1971 werd het bedrijf omgedoopt in Fairchild Industries. In datzelfde jaar werd Swearingen overgenomen. In 1996 werd de civiele afdeling van Dornier overgenomen. Fairchild ging nu verder als Fairchild Dornier.
In 2003 werd Fairchild zelf overgenomen door M7 Aerospace, dat in 2010 werd overgenomen door de Amerikaanse divisie van het Israëlische Elbit Systems.

## Toestellen
Voor de Tweede Wereldoorlog richtte Fairchild zich al vroeg op luchtfotografie, het ontwikkelde hiervoor speciale toestellen, waaronder de Fairchild FC-2. In 1935 werd het bedrijf door de Amerikaanse overheid ingeschakeld bij en onderzoek naar bodemerosie. Tijdens de oorlog bouwde Fairchild voornamelijk lesvliegtuigen.
Na de Tweede Wereldoorlog maakte het de vrachtvliegtuigen Fairchild C-119 Flying Boxcar (1947) en Fairchild C-123 (1955). Het bedrijf was een belangrijke toeleverancier voor de romp en vleugeldelen van de B-52 Stratofortress, en bouwde later staartsecties van de F-4 Phantom en de F-14 Tomcat. Ook werden de staartvlakken van de Space Shuttle hier gebouwd. In 1971-1972 werd de A-10 Thunderbolt II ontwikkeld. Toen de productie hiervan in 1984 stopte waren 715 stuks gebouwd. Fairchild ontwikkelde hierna nog het Fairchild T-46 lesvliegtuig, dat echter niet in productie werd genomen.